# آرایه میلی‌متری بزرگ آتاکاما

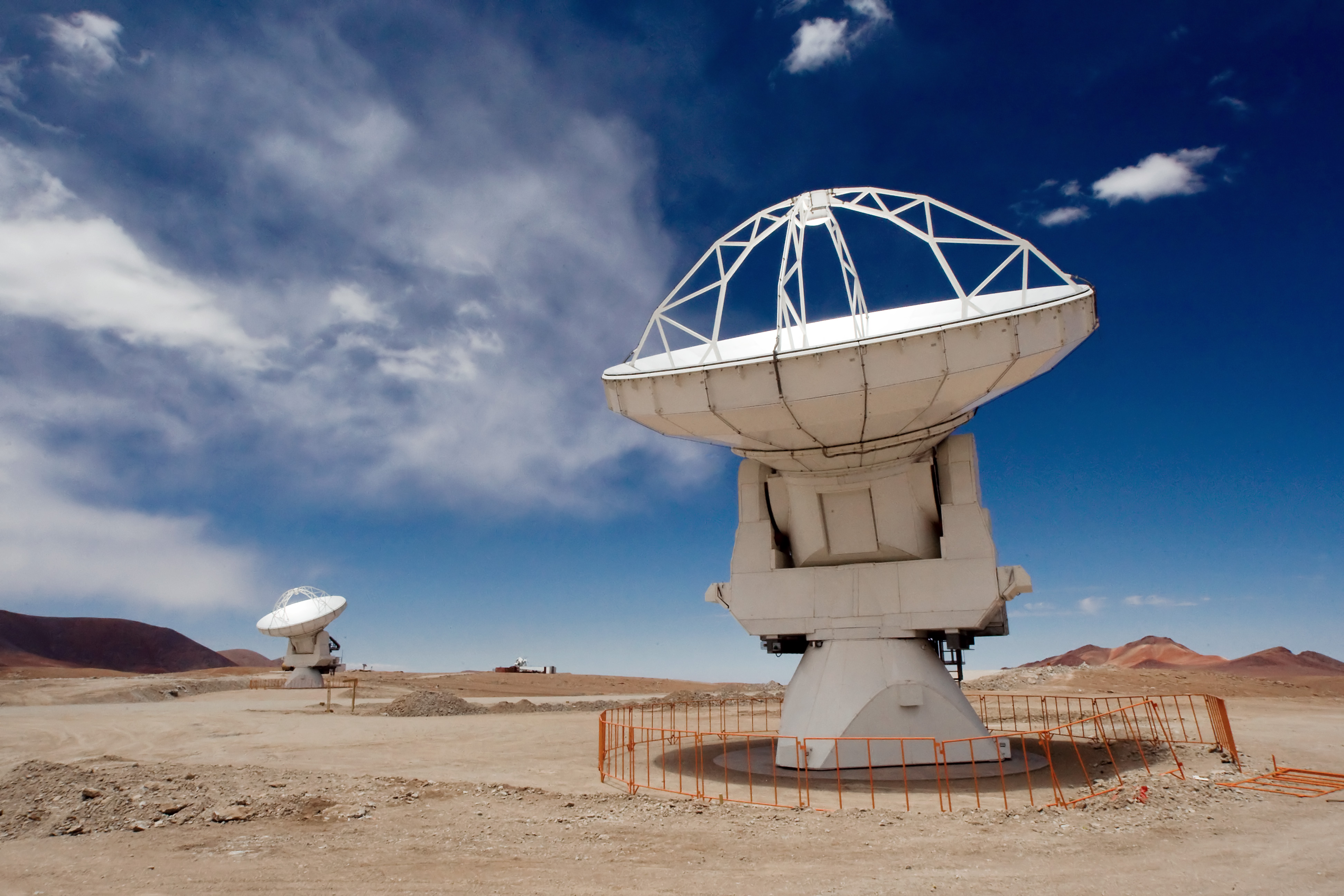
تصویری از دو آنتن آلما

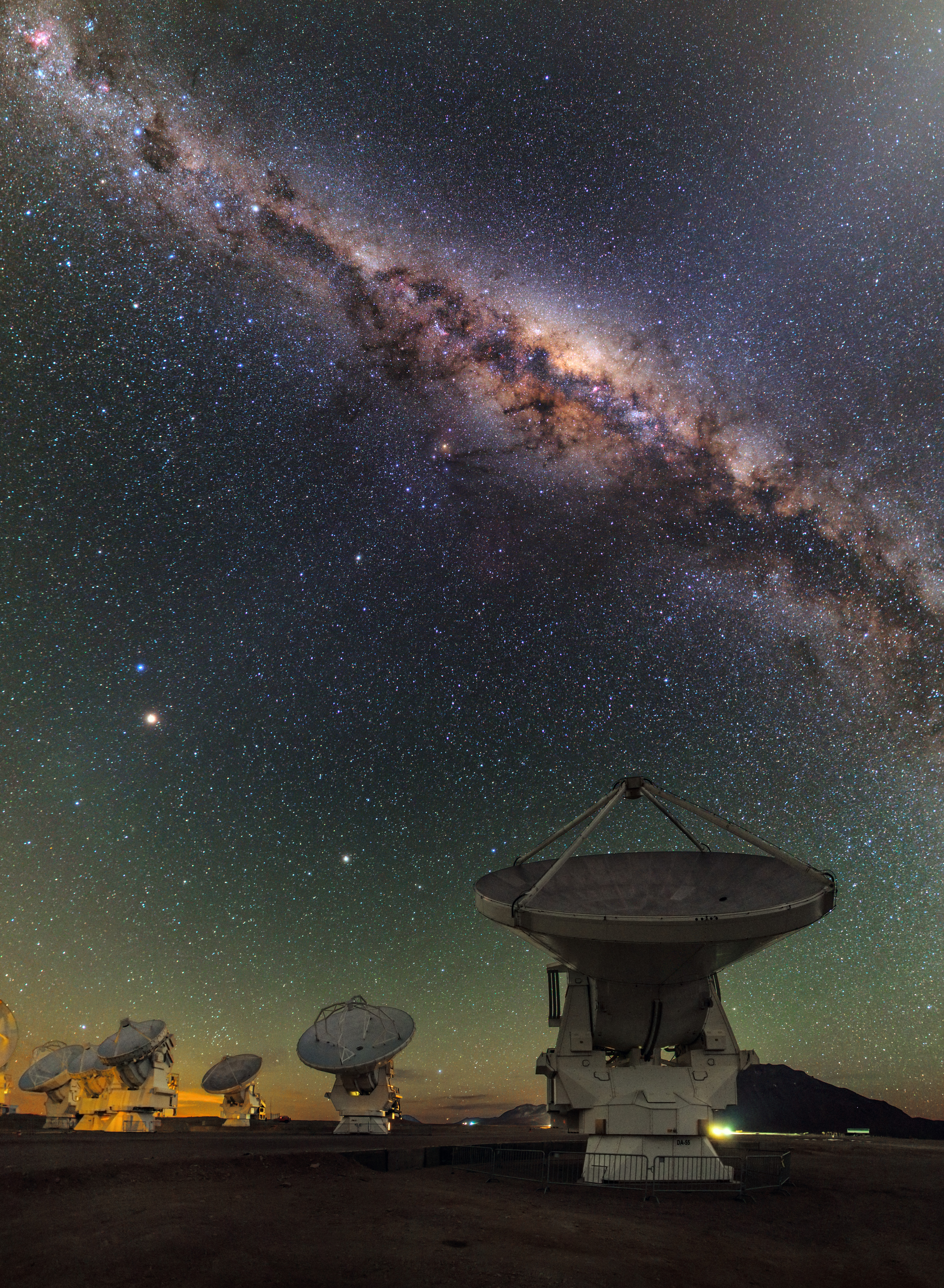
نمای چندین آنتن آلما و مناطق مرکزی کهکشان راه شیری

آرایه میلی‌متری بزرگ آتاکاما (به انگلیسی: Atacama Large Millimeter Array) معروف به آلما، نام یک پروژه مهم نجوم رادیویی است که در تاریخ ۲۴ اسفند ۹۱ در مناطق بیابانی آتاکاما در شیلی رسماً راه اندازی شد.
در فلات بزرگ چاجنانتور در صحرای آتاکاما شیلی، رصدخانه جنوبی اروپا در حال ساخت تلسکوپی با آخرین پیشرفت‌ها برای بررسی نور ساطع شده از برخی اشیاء سرد در جهان است. این نور طول موجی نزدیک میلی‌متر، بین نور فروسرخ و امواج رادیویی دارد، و از اینرو به عنوان اشعه میلی‌متری و ریز میلی‌متری شناخته می‌شود.
طول موج‌های این نور ساطع شده از ابرهای عظیم سرد در فواصل میان ستاره‌ای، در نتیجه درجه حرارتی فقط کم‌تر از ۱۰ درجه بالای صفر مطلق، و برخی به واسطه قدمت و فاصله بیشتر از کهکشان در گیتی است. منجمان می‌توانند این را برحسب حالات شیمیایی و فیزیکی مولکولی در ابرها، تراکم ناحیه‌های گاز و گرد و غبار مکانی که ستاره جدید در حال تولد هست استفاده و بررسی کنند. اغلب، این ناحیه‌ها در گیتی سیاه و کدر در نور مرئی هستند، اما آن‌ها به روشنی در طول موج میلیمیتری و ریز میلی‌متری از طیف تابش دارند.
پرتوهای میلی‌متری و ریز میلی‌متری پنجره‌ای را به سوی معمای سرد گیتی می‌گشایند، اما سیگنال‌ها در فضا به واسطه وجود بخار آب زیاد در اتمسفر زمین جذب می‌شوند. به همین خاطر است که تلسکوپ‌ها برای این نوع بررسی نجومی باید در بالا و محلی خشک ساخته شوند و ۵۱۰۰ متر بالای فلات در چاجنانتور علت برگزیدن ESO است.
اینجا، علاوه بر شرکا بین‌المللی، رصدخانه جنوبی اروپا در حال ساخت آلما با آرایش میلیمیتری و ریز میلیمیتری عظیم در آتا کاما است. آلما مکانی است تقریباً ۵۰ کیلومتری شرق سن پدرو ی آتاکاما در شمال شیلی، صحرای آتاکاما یکی از خشک‌ترین مکان‌ها بر روی زمین است. منجمان به دنبال شرایط بی‌نظیر برای رصد هستند، اما آن‌ها بایستی در یک رصد خانه مرزی که شرایط مختلف خیلی کمتری دارد عمل کنند. چاجنانتور بیش از ۷۵۰ متر بالاتر از رصدخانه‌های «مانا کیاً و ۲۳۰۰ متر بالاتر از VLT در»سرو پارانال" است.
آلما تجهیزات منحصر به فردی از ترکیب ابتدایی ۶۶ آنتن با دقت بالا، و عملیاتی بر روی طول موج‌هایی از ۰٫۳ تا ۱۰ میلی‌متر خواهد داشت. آرایشی اصلی از پنجاه آنتن ۱۲ متری، که فعالیتی هم‌زمان به عنوان یک تلسکوپ منفرد یا یک تداخل سنج را خواهند داشت. افزون بر این، آرایشی فشرده از آنتن‌های ۱۲ متری و ۷ متری نیز پیش‌بینی شده‌است. آنتن‌هایی که می‌توانند سرتاسر زمین مسطح صحرا در فواصلی بیش از ۱۵۰ متر تا ۱۵ کیلومتر حرکت کنند، که به آلما قدرت تغییر بزرگنمایی را می‌دهد. آلما قادر خواهد بود تا در جهان به جستجوی طول موج‌های میلی‌متری و ریز میلی‌متری با حساسیت و کیفیت بی نظیر، با بینایی به میزان ۱۰ بار ظریف تر از تلسکوپ فضایی هابل، و مکمل تصاویر ساخته شده با VLTI باشد.
آلما مشاهدات علمی خود را در نیمه دوم سال ۲۰۱۱ آغاز کرد و اولین تصاویر در ۳ اکتبر ۲۰۱۱ در مطبوعات منتشر شد. این آرایه از مارس ۲۰۱۳ به طور کامل آغاز به کار کرده است.
دانشمندان آلما تصاویری با جزییات از ستاره‌ها و سیارات در حال تولد در گاز ابرهای نزدیک منظومه شمسی ما تهیه خواهند کرد. آلما همچنین فاصله شکل گرفتن کهکشان را در نتیجه مشاهده لبه گیتی را پیدا خواهد کرد، ما آن‌ها را که تقریباً مربوط به ۱۰ بیلیون سال گذشته‌اند را می‌بینیم. آلما پنجره بر روی خاستگاه نجومی فراهم آورده که فضا و زمان را احاطه کرده‌است، و ثروتی از فرصت‌های وابسته به علم جدید برای منجمان تأمین می‌کند.
ستاره‌شناسان چندی پیش اعلام کردند تلسکوپ زمینی «ALMA» در شیلی سیگنال‌هایی دریافت کرده است که احتمالا متعلق به جوانترین سیاره فراخورشیدی کشف شده تا به امروز است. این سیاره که جرمی درحدود مشتری دارد، به دور ستاره جوانی به نام «AS 209» می‌چرخد که درحقیقت توپ گازی 1.6 میلیون ساله با فاصله 395 سال نوری از زمین است. این منظومه جوان در صورت فلکی «ماراَفسای» یا «حوا» قرار دارد.

## یک کوشش جهانی
تلسکوپ آلما با هزینه‌ای بالغ بر یک میلیارد و ۳۰۰ میلیون دلار، پروژه مشترک آمریکای شمالی، اروپا و آسیا و بزرگترین پروژه زمینی ستاره‌شناسی در جهان است. در ساخت تلسکوپ آلما بیش از ۵۰۰ نفر از کشورهای مختلف جهان حضور داشتند.
این تلسکوپ در قاره اروپا به وسیله رصدخانه جنوبی اروپا، در ژاپن به وسیلهٔ انجمن علمی ملی علوم طبیعی در همیاری با Academia Sinica در تایوان و در آمریکای شمالی به وسیلهٔ رصدخانه ملی رادیویی آمریکا از طریق بنیاد ملی علوم آمریکا، در همیاری با انجمن تحقیقاتی ملی کانادا سرمایه‌گذاری شده‌است. ساخت آلما و عملیات آن به نیابت قاره اروپا به وسیلهٔ ESO، به نیابت ژاپن به وسیلهٔ رصدخانه نجومی ملی ژاپن و به نیابت آمریکا به وسیلهٔ رصدخانه ملی رادیویی آمریکا که به وسیله همتای دانشگاهی اش مدیریت می‌شود.

## نگارخانه

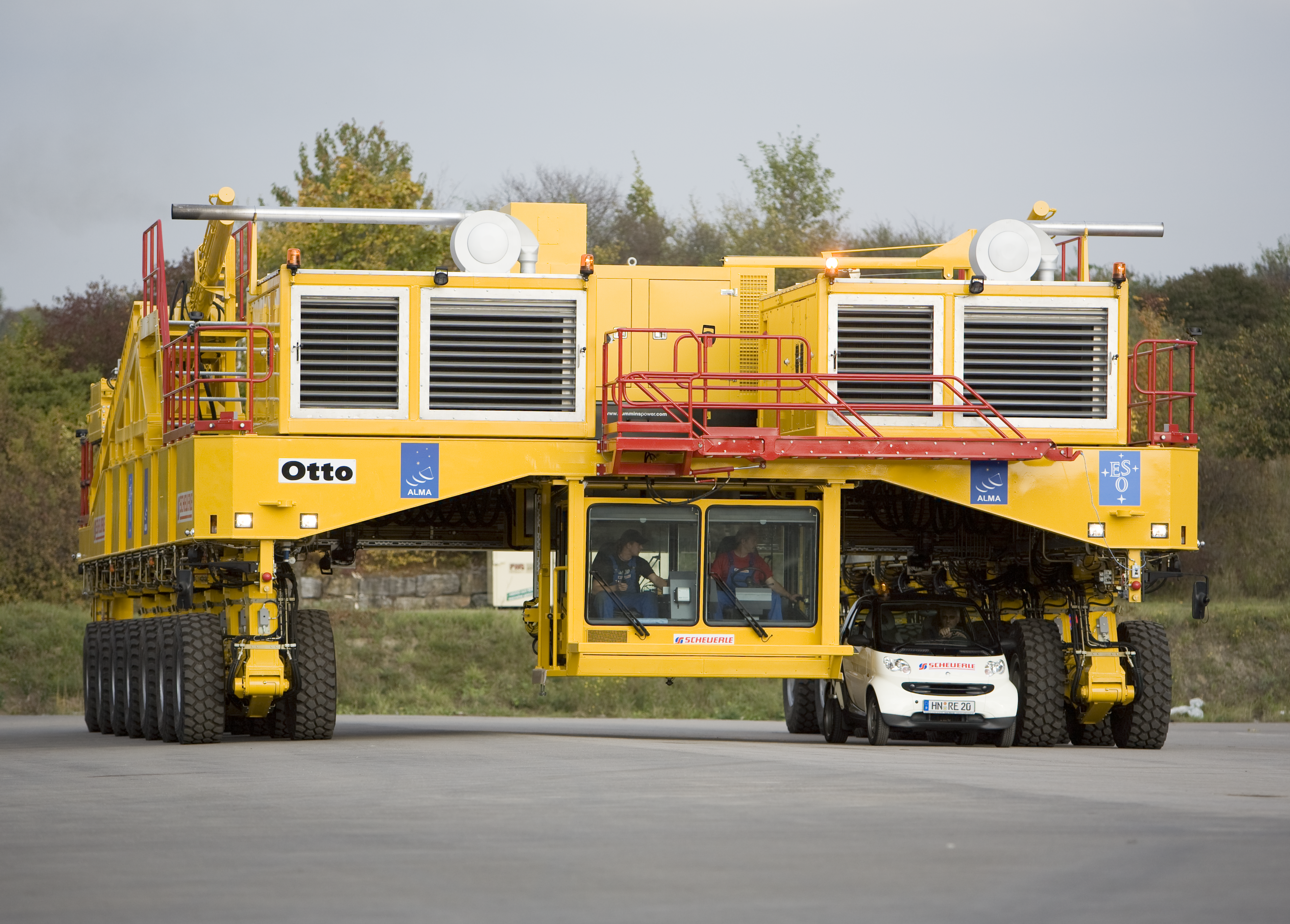
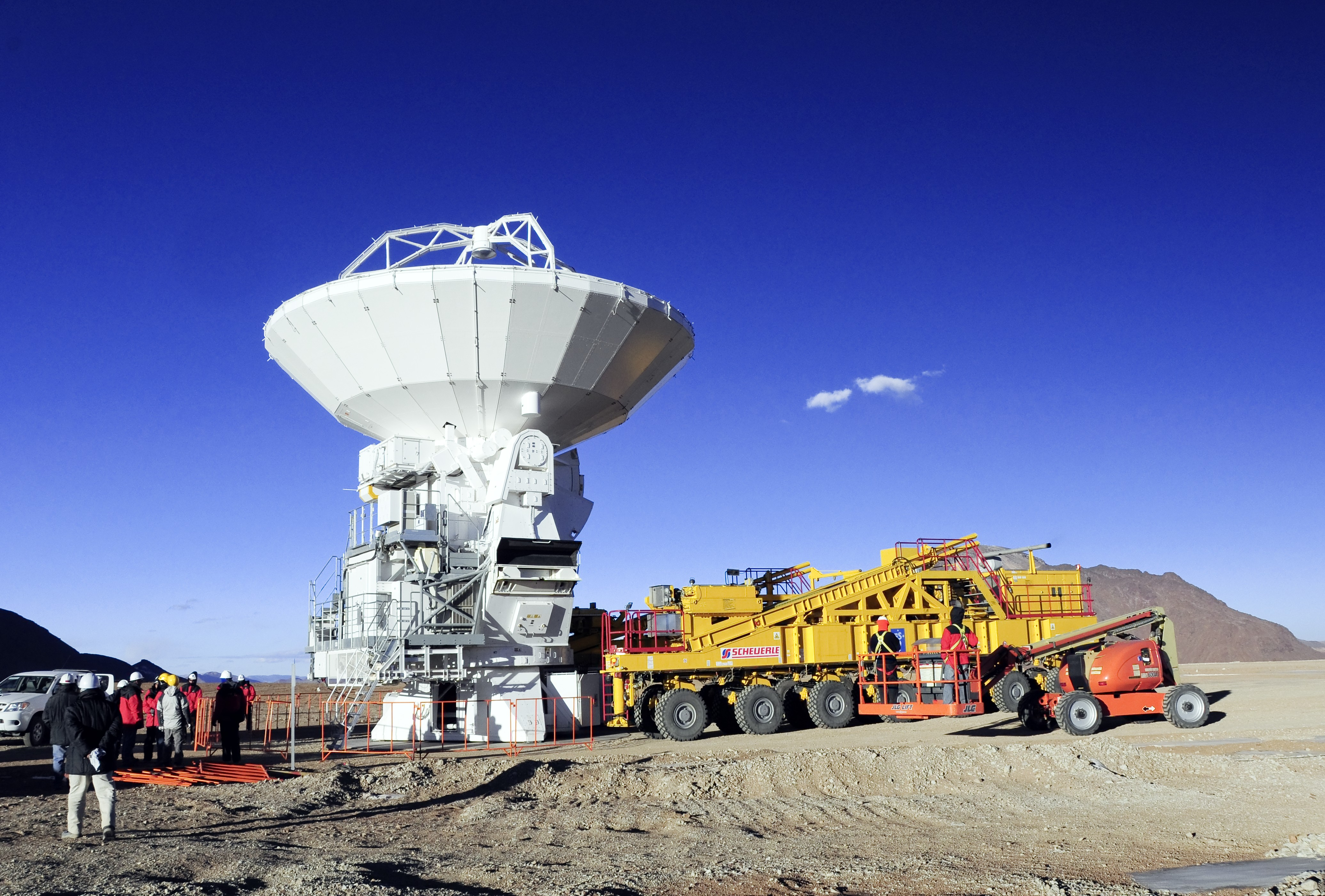
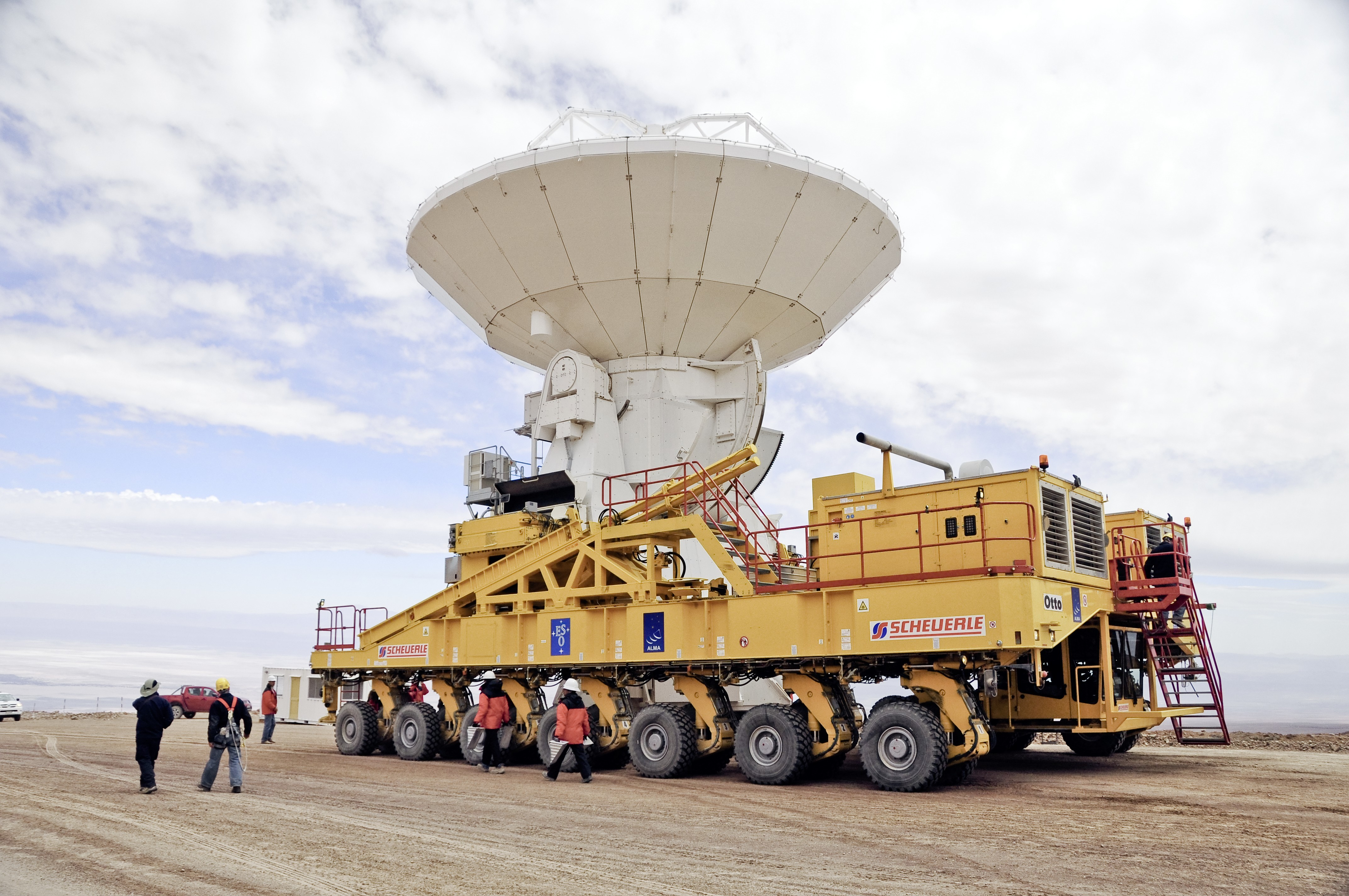
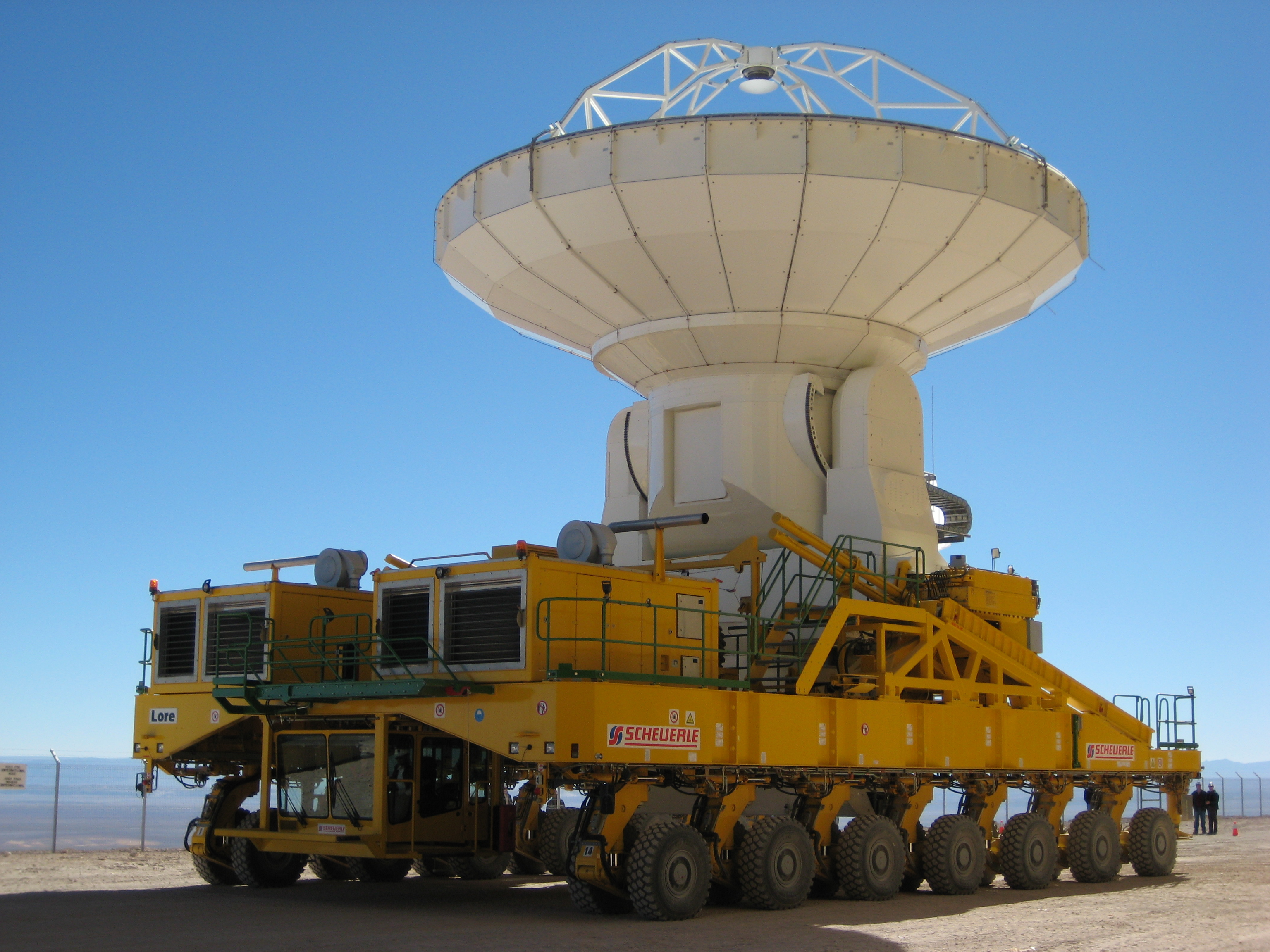
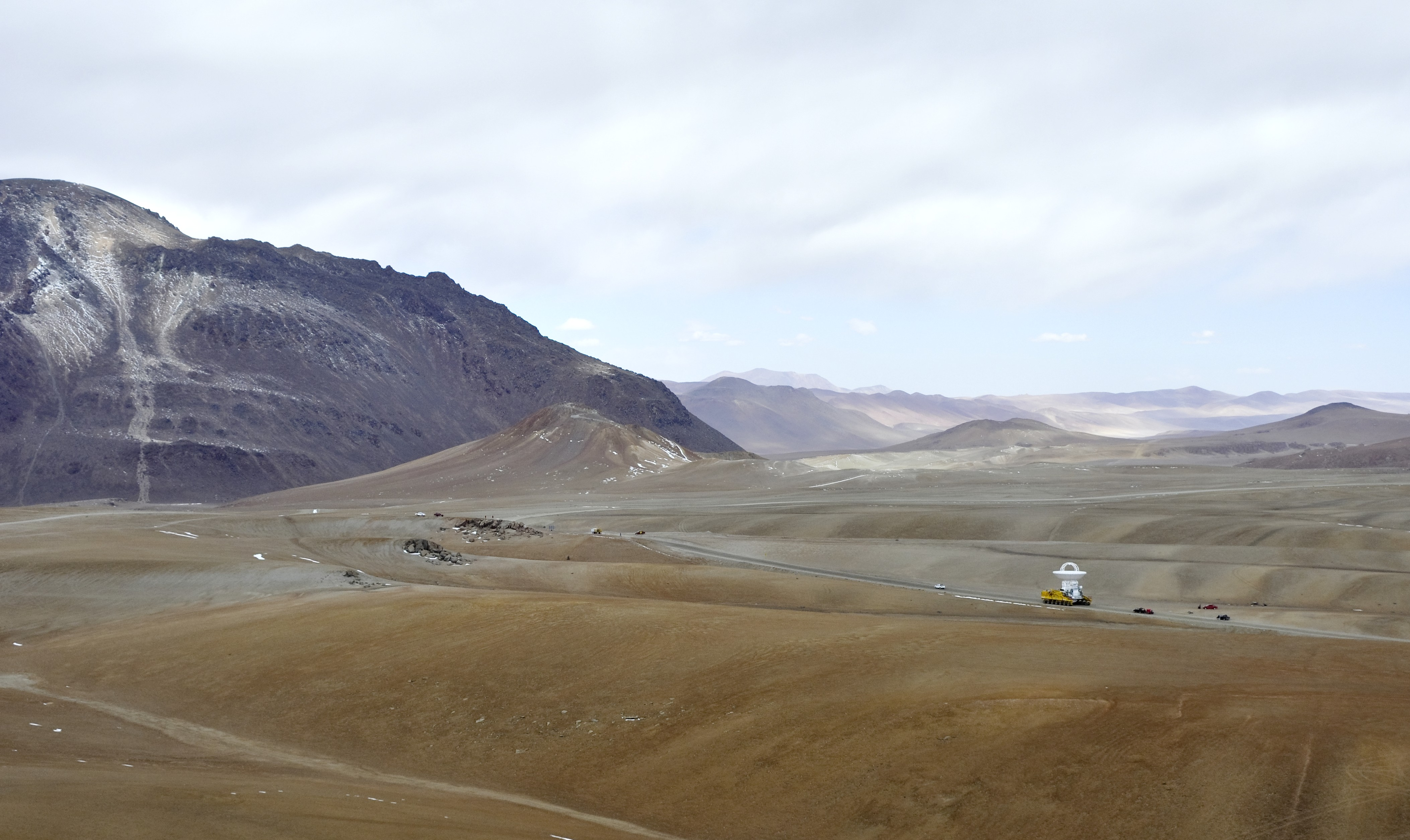
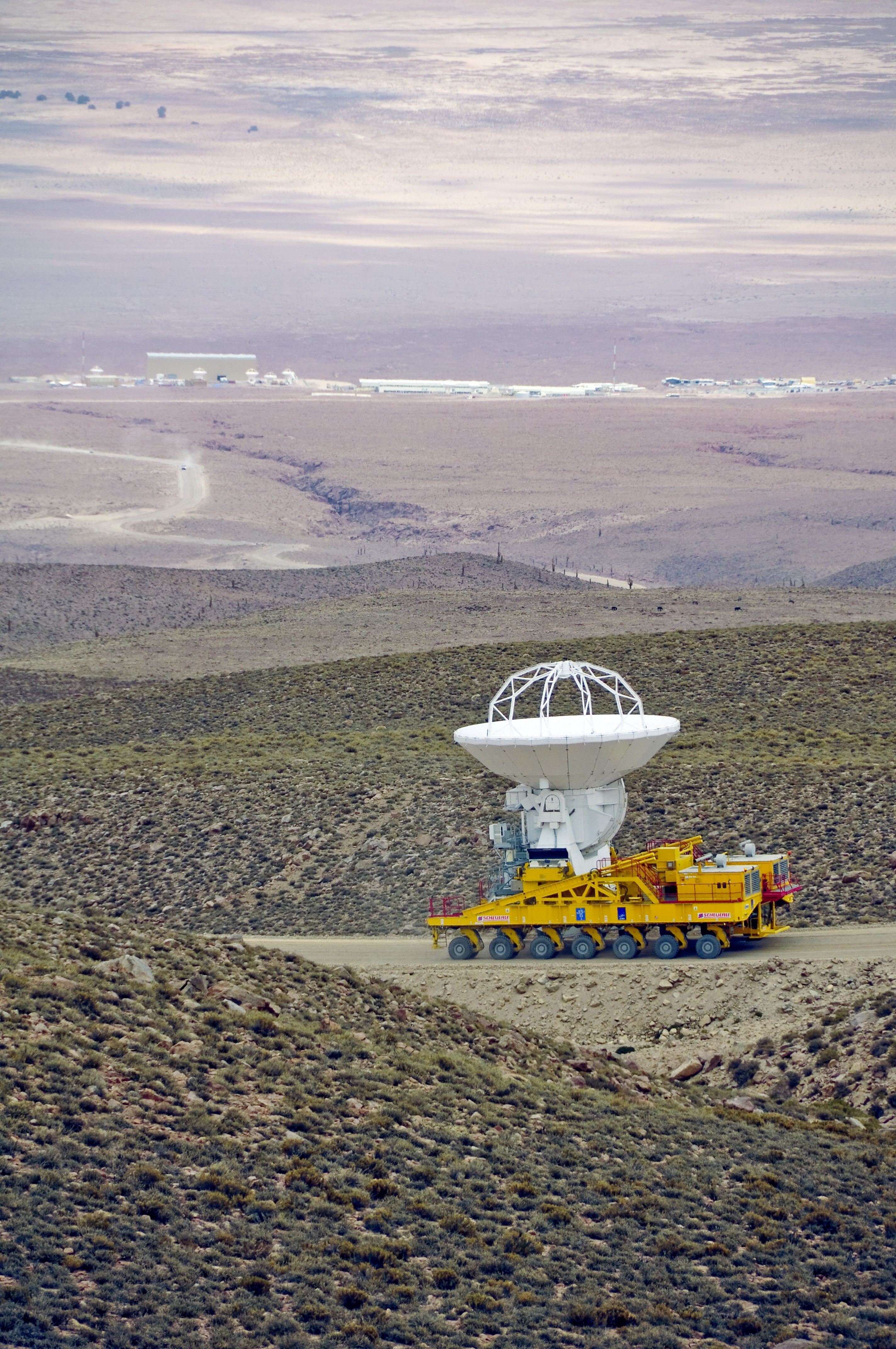
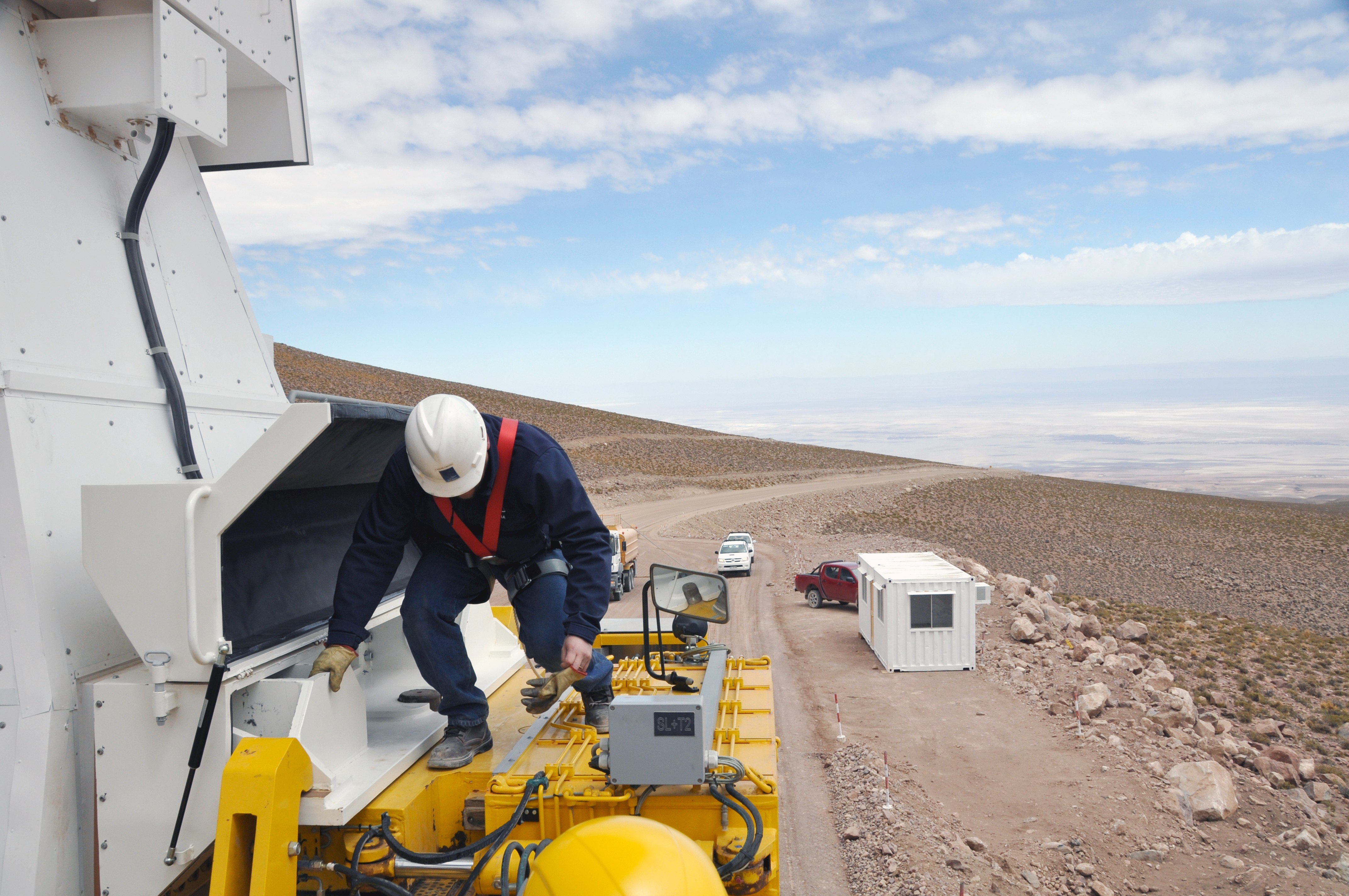
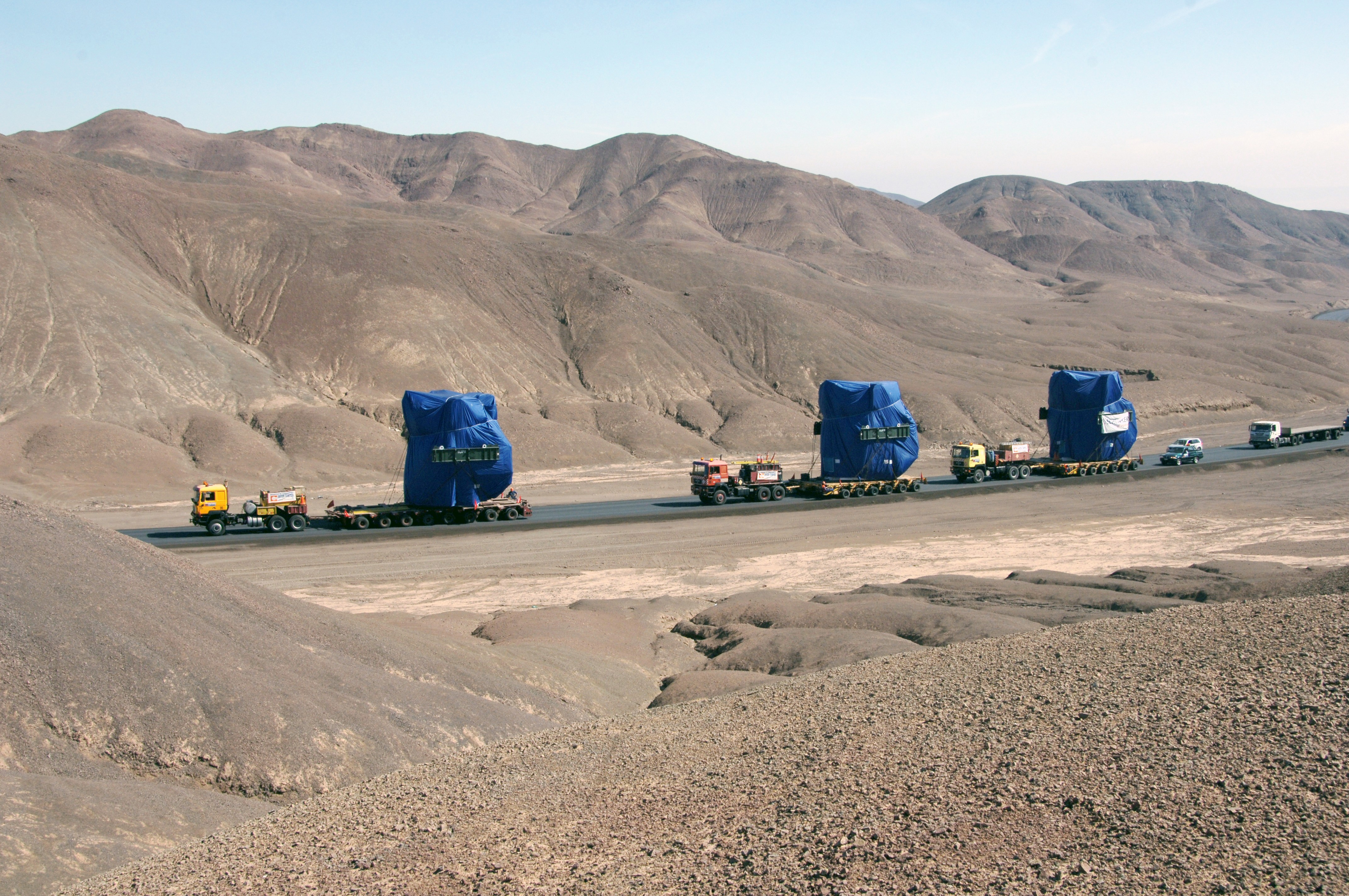
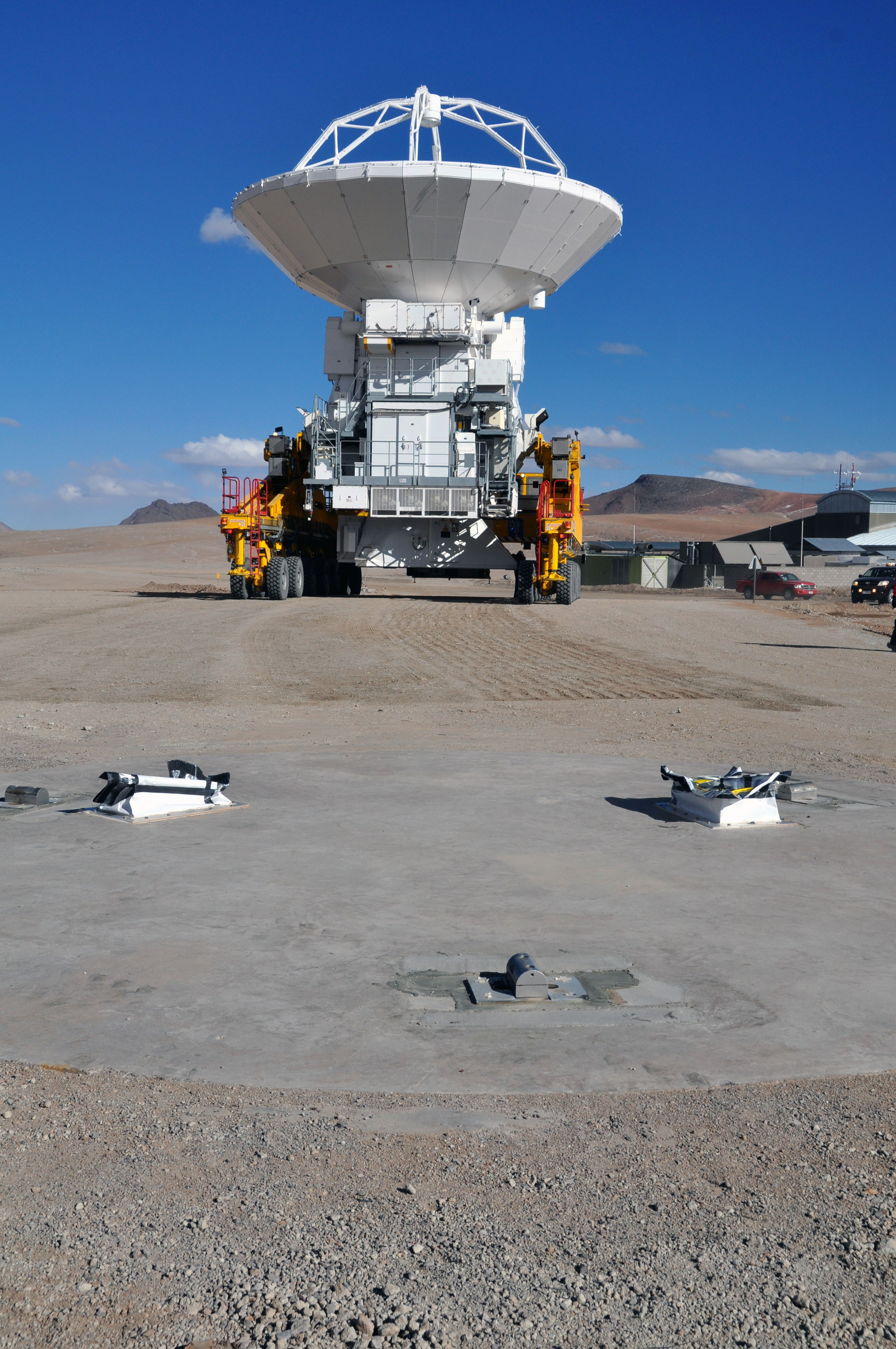
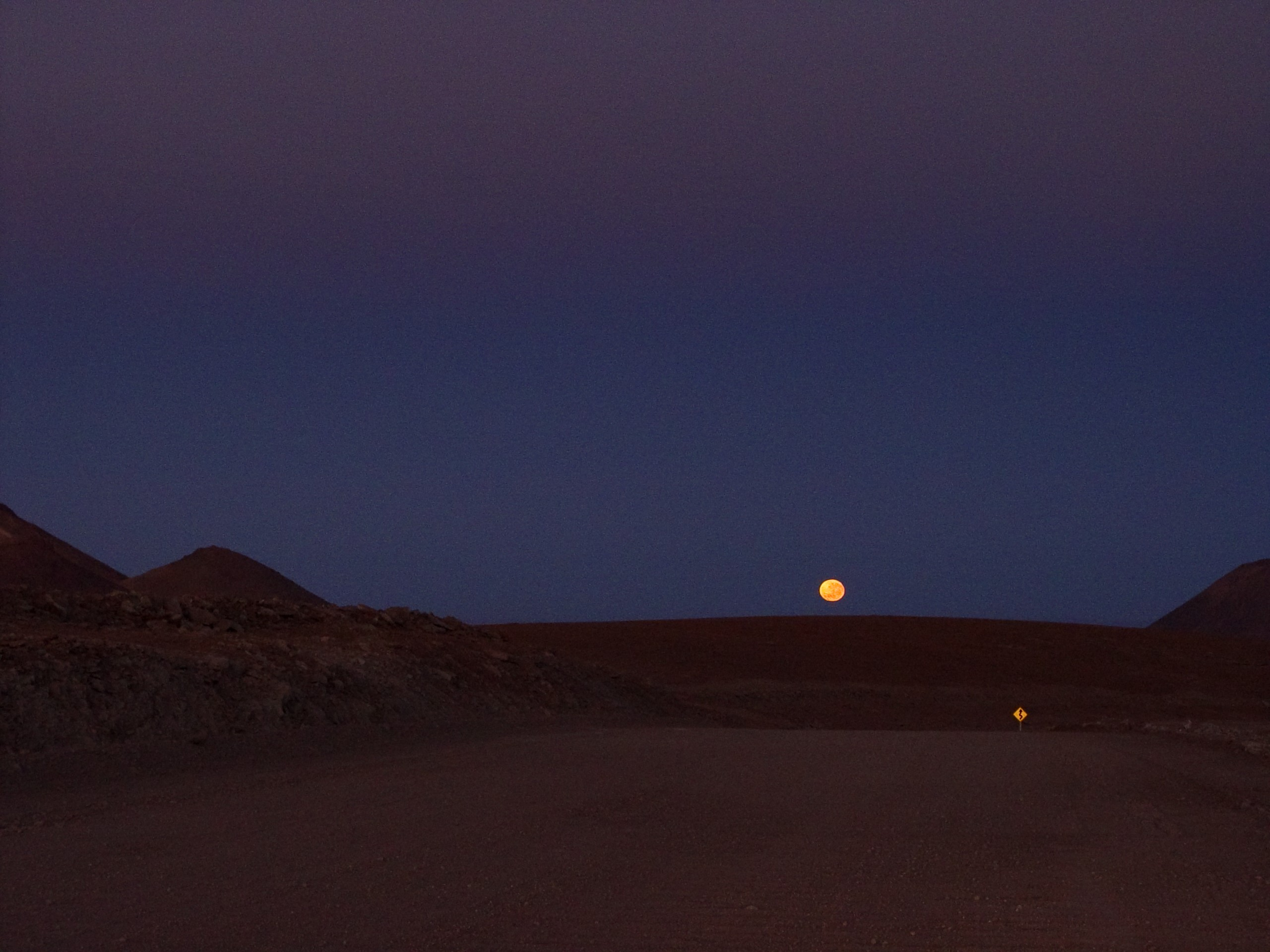